# Nombre de Thiele
Le nombre de Thiele {\displaystyle (m_{T}~ou~\phi )} est un nombre sans dimension utilisé en cinétique chimique pour caractériser le facteur limitant pour une réaction catalytique hétérogène avec un catalyseur poreux. 
Il donne le rapport entre la vitesse de réaction sur le catalyseur et le flux de réactifs vers le catalyseur par diffusion. 
Ce nombre porte le nom de Friedrich Karl Johannes Thiele, chimiste allemand. 
Une autre source indique toutefois que ce nombre aurait été nommé en l'honneur d'Ernest W. Thiele, ingénieur chimiste américain.

## Définition
On le définit de la manière suivante :
{\displaystyle \phi =L_{C}\;{\sqrt {\frac {k\;{C_{A}}^{n-1}}{D}}}={\sqrt {Da_{II}}}}
avec :
- k - constante de réaction
- CA - concentration du réactif A
- n - Ordre de la réaction
- Lc - longueur caractéristique
- D - coefficient de diffusion
- DaII - nombre de Damköhler

La longueur caractéristique est décrite par le diamètre équivalent de du grain qui est défini comme étant :
{\displaystyle L_{c}=d_{e}={\frac {6\;V}{S}}}
avec {\displaystyle V} le volume du grain et {\displaystyle S} sa surface. 

## Interprétation
Si le nombre de Thiele est petit, on considère que la réaction est l'étape limitante. 
Dans le cas contraire, c'est le transfert des réactifs qui est limitant. 
Dans ce dernier cas, une augmentation de la turbulence avec réduction de la couche limite de diffusion peut améliorer la productivité. 
Ce nombre est important pour le choix du catalyseur et notamment pour la taille des particules.
Le nombre de Thiele est aussi appelé module de Thiele.